# Bisdom Dumka
Het bisdom Dumka (Latijn: Dioecesis Dumkaensis) is een rooms-katholiek bisdom met als zetel Dumka, in India. Het bisdom is suffragaan aan het aartsbisdom Ranchi. 

## Geschiedenis
Het bisdom werd opgericht op 17 januari 1952, als de apostolische prefectuur Malda, uit delen van het bisdom Dinajpur, en was suffragaan aan het aartsbisdom Calcutta. Op 8 augustus 1962 werd het verheven tot bisdom en nam de naam bisdom Dumka. Op 8 juni 1978 veranderde het van kerkprovincie en werd suffragaan aan het aartsbisdom Ranchi. 

## Parochies
Het bisdom had in 2021 een oppervlakte van 14.356 km2 en telde 4.737.300 inwoners waarvan 4,2% rooms-katholiek was.

## Ordinarii

### Prefecten
- Adam Grossi (28 maart 1952 - 1962)

### Bisschoppen
- Leo Tigga (8 augustus 1962 - 8 juni 1978)
- Telesphore Placidus Toppo (8 juni 1978 - 8 november 1984; kardinaal in 2003)
- Stephen M. Tiru (18 april 1986 - 1 april 1995)
- Julius Marandi (14 juni 1997 - heden)

## Galerij van afbeeldingen

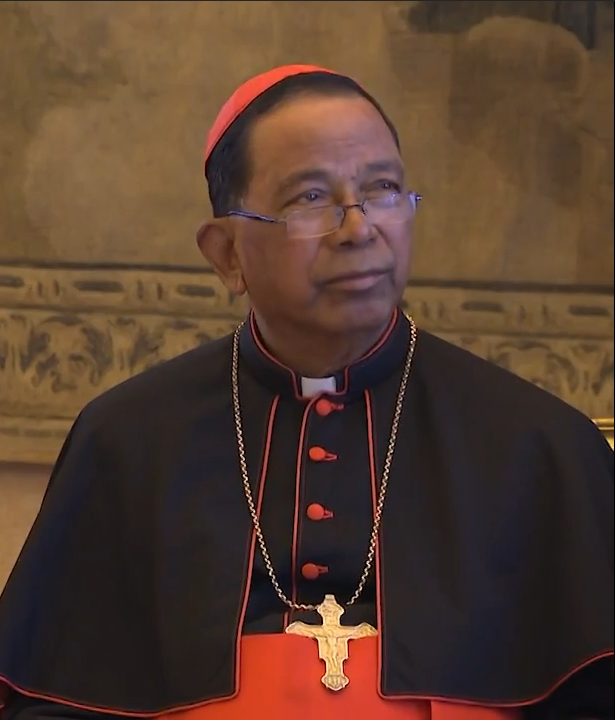
Bisschop Telesphore Placidus Toppo (1978-1984), kardinaal gecreëerd in 2003

Ranchi (aartsbisdom) · Daltonganj · Dumka · Gumla · Hazaribag · Jamshedpur · Khunti · Port Blair · Simdega